# Littorina angustior
Littorina angustior är en snäckart som först beskrevs av Morch 1876.  Littorina angustior ingår i släktet Littorina och familjen strandsnäckor. Inga underarter finns listade i Catalogue of Life.